# Jezdimir Dangić
Jezdimir Dangić (Bratunac, 5. svibnja 1897. – Sarajevo, 1947.) bio je četnički major (bojnik).

## Mladost i prvi svjetski rat
Rođen je 5. svibnja 1897. u Bratuncu u obitelji pravoslavnog svećenika. Išao je u gimnaziju u Tuzli i kao pripadnik organizacije Mlada Bosna bio osuđen na tri i pol godine zatvora zbog veleizdaje Austro-Ugarske. Kaznu je odslužio u Tuzli i Zenici tijekom prvog svjetskog rata.

## Kraljevina Jugoslavija
Nakon rata studirao je pravo i radio u Tuzli i okolici kao policijski činovnik i rezervni konjički potporučnik. 3. siječnja 1928. prešao je u aktivnu žandarmerijsku službu s činom potporučnika.

## Drugi svjetski rat
Drugi svjetski rat dočekuje s činom majora. U Travanjskom ratu 1941. Dangić zapovjeda žandarmerijskom jedinicom koja prati kralja Petra Karađorđevića od Beograda do Nikšića. Izbjegava zarobljavanje od strane Nijemaca i preko braće Todorovića, aktivnih majora jugoslavenske kraljevske vojske, stupa u vezu s pukovnikom Dražom Mihailovićem na Ravnoj Gori u Srbiji. Draža ga šalje u istočnu Bosnu s ciljem stvaranja i širenja četničke organizacije u tim krajevima. (Vidi članak Četnici u NDH.)
Nakon priznavanja četnika kao ratujuće strane od strane zapadnih saveznika, general Mihailović postavlja Dangića za zapovjednika svih četničkih jedinica u istočnoj Bosni. Ondje je Dangić imao tisuću ljudi, smještenih na prostoru između Višegrada i Bijeljine. Odmah je započeo mobilizaciju srpskih seljaka u svoje odrede. 1. listopada 1941. Dangić je zajedno sa Sergijem Mihailovićem i Perom Đukanovićem s četničke strane, potpisao sporazum o suradnji s partizanskim jedinicama i o uspostavi zajedničkog četničko-partizanskog stožera s ciljem zaštite srpskog stanovništva istočne Bosne od ustaša; s partizanske strane potpisnici su bili Rodoljub Čolaković, Slobodan Princip i Svetozar Vukmanović. Četnici se nisu namjeravali zadugo držati tog sporazuma ali nisu željeli istodobno voditi borbe s partizanima i ustašama. U to vrijeme Dangićevi odredi zauzimaju Bratunac, Srebrenicu, Vlasenicu, Olovo, Rogaticu, Foču, Goražde i Čajniče gdje se vlasti NDH još nisu dovoljno učvrstile. Tom prilikom četnici su izvršili neviđen pokolj nad muslimanskim stanovništvom, tisuće su ljudi pobijeni, a preživjeli su protjerani iz svojih domova. 1. prosinca 1941. Talijani su u Foči prisilili ustaše da napuste grad. 5. prosinca prepustili su grad Dangićevim četnicima koji su do 21. prosinca pobili 8.000 civila, među kojima i časne sestre poznate pod imenom Drinske mučenice. Suvremenici su zapisali da je tada:"Drinom tekla krv". Usprkos sporazumu s partizanima Dangić je još u kolovozu 1941. pregovarao s Nijemcima. Početkom veljače 1942. pregovarao je s Erichom Kewischom, načelnikom operativnog odjeljenja Opunomoćenog njemačkog zapovjednika za Srbiju, o nenapadanju između njegovih i njemačkih jedinica.
Dangić je bio spreman priznati njemačku vojnu upravu u istočnoj Bosni s ciljem uništavanja partizana. Za uzvrat je tražio da ustaške i domobranske jedinice napuste taj prostor. Njemački general Paul Bader, opunomoćeni zapovjednik Srbije, bio je spreman prepustiti Dangiću osiguranje graničnih kotareva NDH na prostoru koji omeđuju rijeke Sava, Drina i Bosna. 2. veljače 1942. Bader je pozvao predstavnike vlasti NDH, ministra Vjekoslava Vrančića i domobranskog pukovnika Fedora Dragojlova u Beograd, na pregovore s Dangićevim izaslanicima. Vrančić i Dragojlov su odbili bilo kakvu mogućnost prepuštanja bilo kakve vlasti u istočnoj Bosni četnicima i pregovori su okončani bez rezultata.
U travnju 1942. Dangić odlazi u Beograd na pregovore s Milanom Nedićem. Tražio je od njega materijalnu pomoć za svoje četnike, a zazvrat nudio pripajanje 17 kotareva pod njegovim nadzorom Nedićevoj Srbiji. Na povratku u Bosnu zastao je u Valjevu gdje je pozvao na opći ustanak Srba u NDH protiv ustaških vlasti. Kada se vratio u tijeku je bila velika ustaško-njemačka operacija i njegove jedinice su pretrpjele težak poraz od ustaške Crne legije. Ustaške postrojbe izbile su na Drinu i osigurale granicu NDH prema Srbiji. Kako je Nijemcima pacifikacija prostora NDH bio jedan od najvažnijh vojnih zadataka, zaključili su da je Dangić (kojega su njihovi agenti stalno pratili) prevelika smetnja tome i odlučili su ga maknuti. Zarobljen je u noći 10./11. travnja 1942. u Rogatici kod Bajine Bašte od jednog odreda 714. divizije njemačkog Wehrmachta. 
Poslan je u zarobljenički logor u Poljskoj. Ondje je ostao sve do izbijanja Varšavskog ustanka 1944. Pridružio se ustanicima pod zapovjedništvom poljskog generala Bór-Komorovskog i sudjelovao u borbama sve do gušenja ustanka. Kao i mnoge poljske časnike zarobljava ga Crvena armija te završava u zarobljeničkom logoru u Moskvi.

## Nakon rata
1947. Sovjeti ga izručuju vlastima SFRJ. Suđenje mu je počelo u veljači u Sarajevu pred vojnim sudom 3. jugoslavenske armije. Optužen je za suradnju s Nijemcima, Talijanima, kvislinškom srbijanskom vladom, vršenje masovnih zločina i izdaju zemlje. Osuđen je na smrtnu kaznu i istog mjeseca je strijeljan.